# Хилл, Эдуард Герни
Эдуард Герни Хилл (сентябрь 1847, Ланкашир — не ранее 1927 или 1933) — американский селекционер роз.

## Биография
Родился в Ланкшире (Англия) в 1847 году.
Занялся селекцией в достаточно молодом возрасте. Свой частный питомник (E. Gurney Hill Co.) он организовал в Ричмонде (штат Индиана, США) в 1881 году. Специализировался на герани, фуксии и других декоративных растениях. Серьёзной работой с розами увлекся в 1890 году. В начале выращивал и продавал европейские сорта, позже, вместе с сыном занялся селекцией.

## Созданные сорта
| - 'Admiral Evans' - 'Alice Lemon' - 'City of Little Rock' - 'Columbia' чайно-гибридная роза, 1916 г. - 'Defiance' чайно-гибридная роза, 1907 г. - 'Double Ophelia' - 'E.G. Hill' - 'Fontanelle' чайно-гибридная роза, 1927 г. - 'Gayety' - 'General MacArthur' - 'Glorio' - 'Golden Queen' чайно-гибридная роза, 1911 г. - 'Golden Rule' - 'Gurney Hill' - 'Hill’s America' - 'Humboldt' - 'Indiana' чайно-гибридная роза, 1907 г. - 'Janice Meredith' - 'Josephine Vestal' - 'Lily Ho' - 'Lustre' - 'Mark Twain' чайно-гибридная роза, 1902 г. - 'Mary Hill' чайно-гибридная роза, 1917 г. | - 'May Miller' - 'Mayflower' чайная роза, 1910 г. - 'Mrs. Theodore Roosevelt' - 'Mrs. Warren E. Lenon' - 'Nestor' чайно-гибридная роза, 1902 г. - 'No. 216' - 'Panama' гибрид розы ремонтантной, 1908 г. - 'Premier' чайно-гибридная роза, 1918 г. - 'Pride of New Castle' - 'Red Maywood' - 'Rena Robbins' - 'Rhea Reid' - 'Richmond' - 'Robin Hood' чайно-гибридная роза, 1912 г. - 'Rosalind Orr English' - 'Rose Queen' чайно-гибридная роза, 1911 г. - 'Rosemary' чайно-гибридная роза, 1907 г. - 'Royal Red' чайно-гибридная роза, 1924 г. - 'Triumph' - 'Victor' - 'Winsome' чайно-гибридная роза, 1924 г. - 'Yosemite' чайно-гибридная роза, 1912 г. - 'Young America' |